# Zeta (kůň Převalského)
Zeta byla samice koně Převalského, která byla vůbec prvním narozeným mládětem tohoto druhu v Chovné a aklimatizační stanici Zoo Praha v Dolním Dobřejově. Stala se symbolem úspěchu reintrodukce koní Převalského do mongolské přírody a zejména pak účasti Zoo Praha na ní. V Mongolsku získala nové jméno – Ód, což v překladu znamená hvězda.

## Život
Zeta se narodila 23. dubna 1994 v Dolním Dobřejově a o čtyři roky později (26. 5. 1998) se stala jedním z prvních tří koní z pražského chovu, kteří putovali do Mongolska. Tam žila 20 let. Za tu dobu se stala matkou 11 hříbat (jubilejní desáté se narodilo v roce 2015) a také mnohonásobnou babičkou. Při kruté zimě na přelomu let 2009 a 2010, která se stala osudnou pro mnohé koně Převalského, a tak jednou ze zásadních příčin opětovného nastartování transportů do Mongolska (projekt Návrat divokých koní), přežila v rámci čtrnáctičlenného stáda jako jedna ze dvou samic. Následně si našla nové stádo a opětovně se stala matkou. 
V roce 2016 přešla do dalšího stáda – harému hřebce Mazaalaie. 
Několik let byla jediným žijícím koněm Převalského ještě z transportů 90. let 20. století, a tak i nejstarším koněm Převalského ve volné přírodě vůbec. Uhynula na počátku června 2018, tedy ve věku 24 let. Běžně se přitom koně Převalského dožívají přibližně 20 let.
Její vnuk Bars je vůdčím hřebcem největšího harému v oblasti Gobi (stav 2018).